# I DO (NOT) LOVE YOU.
『I DO (NOT) LOVE YOU.』(アイ・ドゥ・ノット・ラヴ・ユー) は、日本のシンガーソングライター・キタニタツヤのアルバム。2018年9月26日にEmo, Alternative & Cool.から発売された。

## 概要
本作は、ボカロP「こんにちは谷田さん」として活動していたシンガーソングライター・キタニタツヤのデビュー・アルバムである。「悪魔の踊り方」や「芥の部屋は錆色に沈む」などボカロP時代に制作された楽曲のセルフカバーバージョンや、アイドルグループ・Payrin'sに提供した楽曲「それでも僕らの呼吸は止まない」のセルフカバーバージョンを含む全13曲が収録されている。
本作ではソングライティング、演奏、ミックスなど、マスタリング以外のすべての作業をキタニ一人で完結させた。
収録曲にはボカロP時代の楽曲も含まれているため一貫したコンセプトがあったわけではなかったが、キタニはこれらの楽曲に「他人とのコミュニケーションが大好きな自分と、他者の一切を否定したい自分が、常に背中合わせでくるくるしてる」という共通点を見出し、これが本作のコンセプトとなった。

## 収録曲
| 全作詞・作曲・編曲: キタニタツヤ。 |                                                          |              |              |      |
| #                                  | タイトル                                                 | 作詞         | 作曲・編曲   | 時間 |
| 1.                                 | 「悪魔の踊り方」                                         | キタニタツヤ | キタニタツヤ | 3:56 |
| 2.                                 | 「芥の部屋は錆色に沈む」                                 | キタニタツヤ | キタニタツヤ | 4:12 |
| 3.                                 | 「きっとこの命に意味は無かった」                         | キタニタツヤ | キタニタツヤ | 2:47 |
| 4.                                 | 「記憶の水槽」                                           | キタニタツヤ | キタニタツヤ | 4:06 |
| 5.                                 | 「初夏、殺意は街を浸す病のように」                       | キタニタツヤ | キタニタツヤ | 2:39 |
| 6.                                 | 「それでも僕らの呼吸は止まない」                         | キタニタツヤ | キタニタツヤ | 4:03 |
| 7.                                 | 「過ち」                                                 | キタニタツヤ | キタニタツヤ | 3:34 |
| 8.                                 | 「波に名前をつけること、僕らの呼吸に終わりがあること。」 | キタニタツヤ | キタニタツヤ | 4:34 |
| 9.                                 | 「君が夜の海に還るまで」                                 | キタニタツヤ | キタニタツヤ | 4:45 |
| 10.                                | 「夢遊病者は此岸にて」                                   | キタニタツヤ | キタニタツヤ | 4:21 |
| 11.                                | 「輪郭」                                                 | キタニタツヤ | キタニタツヤ | 4:21 |
| 12.                                | 「I DO LOVE YOU. (Interlude)」                           | キタニタツヤ | キタニタツヤ | 1:18 |
| 13.                                | 「I DO NOT LOVE YOU.」                                   | キタニタツヤ | キタニタツヤ | 3:27 |
| 合計時間:                          | 合計時間:                                                | 48:03        |              |      |

## クレジット
- Words & Music & Arrangement, All Instruments & Programming, Mix：キタニタツヤ
- Mastering：yasu(Tinkle-POP)